# Echium pininana
Echium pininana (ook wel bekend als reuzenslangenkruid, alhoewel die naam aan ook andere Echium-soorten gegeven wordt) is een tweejarige plant uit de ruwbladigenfamilie (Boraginaceae), die endemisch is op het Canarisch eiland La Palma.
De plant kan tot vier meter hoog worden en is daarmee een van de grootste Echium-soorten. Het is een zeldzame soort van het Laurisilva, het oorspronkelijke laurierbos op de Canarische Eilanden.

## Naamgeving enetymologie
- Engels: Tree Echium, Pine echium, Giant Viper's bugloss
- Duits: Riesen-Natternkopf
- Spaans: Pininana

De naam Echium is afgeleid van het Oudgriekse woord ἔχις (echis) = adder of gifslang. Zie daarvoor het artikel over Echium.

## Kenmerken
Echium pininana is een twee- of meerjarige plant, die in de eerste jaren een tot 75 cm hoge 'stam' ontwikkelt, met een bladrozet van tot 50 cm lange en tot 10 cm brede, ovale tot lancetvormige bladeren. In de praktijk kan deze ontwikkeling tot vier jaar duren.
In het laatste jaar ontstaat de taps toelopende bloemtros die tot 4 m hoog kan worden, met honderden tot 13 mm lange, buisvormige, blauwe tot lichtpaarse, zelden witte bloemen tussen lange, smalle schutbladen. De plant sterft af na de bloei, waarbij massaal zaden worden verspreid.
De plant bloeit in de zomermaanden.

## Habitaten verspreiding
Echium pininana is zeldzaam en komt slechts lokaal voor op open, beschaduwde plaatsen in het Laurisilva (laurierbos) van het noordoosten van het eiland La Palma (Canarische Eilanden), rond 600 m hoogte. De bekendste vindplaatsen zijn Cubo de La Galga, de Barranco de Los Tilos en Monte de Barlovento. De soort wordt bedreigd door het verdwijnen van zijn natuurlijke habitat.
De plant is reeds kort na zijn ontdekking meegenomen naar Groot-Brittannië en Ierland en daar uitgezaaid in botanische tuinen.
... · 
E. aculeatum · 
E. brevirame · 
E. candicans · 
E. creticum · 
E. gentianoides · 
E. hypertropicum · 
E. nervosum · 
E. pininana · 
E. plantagineum · 
E. sabulicola · 
E. simplex · 
E. virescens · 
E. vulgare (Slangenkruid) · 
E. webbii · 
E. wildpretii · 
E. wildpretii subsp. trichosiphon · 
E. wildpretii subsp. wildpretii · 
...